# Yohan Goutt Gonçalves
Yohan Goutt Gonçalves (nascido em 20 de dezembro de 1994 em Suresnes, França) é um esquiador alpino franco-timorense que tem competido desde 2013. Gonçalves qualificou-se para competir por Timor-Leste no jogos Olímpicos de Inverno de 2014 em Sochi, Rússia. Ao fazer isso, ele se tornou o primeiro atleta a sair do país em Olimpíadas de Inverno.
Goutt é filho de pai francês e mãe timorense, o que o permitiu competir por este país. Sua avó paterna é a estoniana Eva Goutt (nome de solteira Liiv), que era parente do poeta estoniano Juhan Liiv.
Em 29 de dezembro de 2013 em uma corrida na Sérvia, Gonçalves conseguiu baixar a sua pontuação total para menos de 140 e oficialmente conseguiu se qualificar para os jogos Olímpicos de Inverno de 2014.
Goutt Gonçalves decidiu não participar do Campeonato Mundial de Esqui Alpino de 2017, focando a participação nos Jogos Asiáticos de Inverno de 2017, se tornando o primeiro atleta a representar Timor-Leste na competição continental.